# Az-Zakarija
Az-Zakarija (arab. زكرية) – nieistniejąca już arabska wieś, która była położona w Dystrykcie Hebronu w Mandacie Palestyny. Wieś została wyludniona podczas I wojny izraelsko arabskiej (al-Nakba), po ataku Sił Obronnych Izraela w dniu 23 października 1948.

## Położenie
az-Zakarija leżała na pograniczu Szefeli z Judeą, w odległości 25 kilometrów na północny zachód od miasta Hebron. Według danych z 1945 do wsi należały ziemie o powierzchni 1 532 ha. We wsi mieszkało wówczas 1 180 osób.
| własność gruntów | powierzchnia gruntów (hektary) |
| ---------------- | ------------------------------ |
| Arabowie         | 1 531,1                        |
| Żydzi            | 0                              |
| publiczne        | 0,9                            |
| Razem            | 1 532                          |

| Rodzaj użytkowanych gruntów | hektary |
| --------------------------- | ------- |
| uprawy oliwek               | 44      |
| uprawy nawadniane           | 96,1    |
| uprawy zbóż                 | 652,3   |
| nieużytki                   | 776,6   |
| zabudowane                  | 7       |

## Historia
W 1596 we wsi az-Zakarija mieszkało 259 mieszkańców, którzy płacili podatki z upraw pszenicy, jęczmienia, oliwek, oraz hodowli kóz i miodu.
W okresie panowania Brytyjczyków az-Zakarija była dużą wsią. Posiadała własny meczet oraz szkołę podstawową dla chłopców.
Podczas I wojny izraelsko-arabskiej w drugiej połowie maja 1948 wieś zajęły egipskie oddziały. Była ona broniona przez arabskich ochotników z Bractwa Muzułmańskiego i siły Arabskiej Armii Wyzwoleńczej. Podczas operacji Ha-Har w nocy z 22 na 23 października 1948 wieś zajęli Izraelczycy. Wieś była opuszczona przez mieszkańców, którzy uciekli na okoliczne wzgórza. W grudniu do wsi ponownie wkroczyli izraelscy żołnierze i wysiedlili około 50 Palestyńczyków. Mieszkańcy jednak powrócili do swoich domów. W dniu 19 marca 1950 dowództwo izraelskie zatwierdziło operację Wysiedlenie Zakarija. Została ona przeprowadzona 9 czerwca 1950. Mieszkańcy zostali wysiedleni, a część domów wyburzono.

## Miejsce obecnie
Na miejscu wioski az-Zakarija został w 1950 utworzony moszaw Zecharja.
Palestyński historyk Walid Chalidi, tak opisał pozostałości wioski az-Zakarija: „Na miejscu pozostaje meczet i kilka domów, z których niektóre zostały zajęte przez żydowskich mieszkańców. Duża część terenu jest porośnięta dziką roślinnością. Meczet jest zaniedbany, a na szczycie minaretu zawieszono flagę Izraela”.